# Molekylsikt
En molekylsikt är ett material med små porer av väldefinierad storlek som används som absorptionsmedel för gaser och vätskor. Principen är att molekyler som är tillräckligt små för att tränga genom porerna absorberas, medan större molekyler inte gör det. På så sätt fungerar materialet som en "sil" (sikt) för molekyler.
Molekylsiktar används ofta som torkmedel, för att absorbera vattenmolekyler från exempelvis lösningsmedel.
Molekylsiktar utgörs normalt av ett tåligt, fast material i granulatform som kan regenereras genom upphettning. Zeoliter är vanliga som molekylsiktar. Olika molekylsiktar åtskiljs genom att porstorleken indikeras i antal ångström. För att torka lösningsmedel, det vill säga få bort vatten ur dem, används ofta molekylsiktar med 3 Å eller 4 Å porstorlek.